# Richard Röstel
Richard Röstel (1872 – després de 1936) va ser un gimnasta alemany que va prendre part en els Jocs Olímpics de 1896, a Atenes. Poc se sap de la seva vida, però es té constància que va ser present als Jocs Olímpics de 1936 a Berlín com a convidat d'honor.
Röstel va tenir poc èxit en les proves individuals, puix va competir en barra fixa, barres paral·leles, cavall amb arcs i salt sobre cavall sense que en cap d'elles quedés entre els medallistes.
Amb tot, va guanyar dues medalles d'or formant part de l'equip alemany en les dues proves per equips, les barres paral·leles i la barra fixa.